# Mychal F. Judge
Mychal F. Judge, O.F.M. (Brooklyn, 11 de mayo de 1933 - Nueva York, World Trade Center, 11 de septiembre de 2001) fue un sacerdote católico franciscano, capellán del Departamento de bomberos de Nueva York y considerado la primera víctima oficial de los ataques del 11 de septiembre de 2001 contra el World Trade Center.

## Primeros años
Nacido en Brooklyn, en el seno de una familia de inmigrantes irlandeses y registrado como Robert Emmet Judge, fue el primero de un nacimiento de gemelos. Su hermana menor, Dympna nacería al día siguiente. Bautizado en la iglesia de San Pablo en Brooklyn, crecería en medio del apogeo de la época de la gran depresión. Sin embargo, entre los 3 y los 6 años ve a su padre sufrir de Mastoiditis, padeciendo intensos dolores hasta su fallecimiento. Debido a esto, y así mismo a las condiciones precarias de su vida, empieza a trabajar como Lustrabotas cerca de la Estación Pensilvania para ganarse la vida y ayudar con sus pocas ganancias a la economía familiar. Aprovechando el poco tiempo libre, iba a la iglesia de san Francisco de Asís entre las calles 135 y la 31.ª avenida. Al ver a los frailes, y en sus propias palabras
"Me di cuenta de que no me importaban las cosas materiales ... Entonces supe que quería ser fraile"

## Carrera religiosa
Con posterioridad, y después de muchos esfuerzos, decide unirse a la tercera orden franciscana, específicamente con los padres franciscanos menores en Brooklyn. Estos, para completar su educación, lo envían al Seminario Menor de San José en Callicoon, para que concluya sus estudios de preparatoria, y así iniciar el noviciado. A su vez, al graduarse decide ingresar a la Universidad de San Buenaventura, e inicia su noviciado en Paterson (Nueva Jersey), profesando sus primeros votos y adoptando el nombre de Fray Mychal (de acuerdo con algunos amigos cercanos, para diferenciarse de otros frailes con el nombre de Michael). En el año de 1958 profesa votos perpetuos en la tercera orden franciscana, un año después de graduarse de la universidad y para el año 1961 es ordenado sacerdote.
Con posterioridad, sería incardinado primero a Boston, rotando entre diferentes parroquias atendidas por la tercera orden franciscana. Sin embargo, durante ese tiempo empezó a tener problemas de alcoholismo, los cuales superó con terapia grupal en Alcohólicos Anónimos alrededor de 1978.

## Capellán de bomberos en Nueva York
En 1992 es nombrado capellán del cuerpo de Bomberos de Nueva York. Su ministerio sacerdotal se consagra al consuelo de aquellos afectados por incendios, los propios bomberos y así mismo gente necesitada. Sin embargo, extiende su mano a otras comunidades desprotegidas: personas sin hogar, inmigrantes, población LGBT, pacientes seropositivos, y otros sectores marginados por la sociedad. Durante todo su ministerio atiende y oficia funerales de homosexuales y enfila también sus esfuerzos en el movimiento por los derechos LGTB, aun con la desaprobación de la jerarquía eclesiástica.
Todas estas manifestaciones le granjearon una fama de "santidad en vida" entre aquellos que lo conocieron. Su carisma personal, su buen sentido del humor y su bondad fueron ampliamente conocidos, ganándose el enorme cariño no solo del cuerpo de bomberos, sino también de gran parte de la comunidad neoyorquina.

## Atentados del 11 de septiembre
Durante los atentados del 11 de septiembre, se dirigió junto con gran parte de los comandantes de los cuerpos de bomberos al World Trade Center, justo cuando la situación había empeorado. Previamente se había reunido con el alcalde Rudy Giuliani, quien le pidió que "rezara por la ciudad y por las victimas". Sus últimos momentos, filmados por los hermanos Naudet lo muestran en una posición orante, musitando una serie de plegarias que no se lograban entender entre el bullicio de la gente, aunque su biógrafo Michael Daily dice que su plegaria era "Jesús, termina esto ahora, Dios, termina esto ahora". Sería la última vez en la que se lo vería con vida.
A las 9:59 de la mañana, el colapso de la torre sur causa caos y confusión entre los bomberos. El padre Judge murió presumiblemente de un trauma craneoencefálico severo que recibió al momento de la caída de la torre sur. Ese momento fue filmado por los hermanos Naudet en su documental. Posteriormente entre varios bomberos lo sacaron usando una silla a modo de camilla, foto que se hizo muy popular. Luego, fue llevado a la cercana Iglesia de San Pedro y, puesto sobre el altar, siendo revestido con una estola que los bomberos tomaron de la sacristía.
Al padre Judge se le consideró la "Víctima 0001" del atentado, de acuerdo al acta de defunción levantada en el mismo momento, cuando su cadáver fue formalmente identificado.

## Funerales y homenajes póstumos
Su funeral, el 15 de septiembre, fue presidido por el arzobispo de Nueva York, el cardenal Edward Egan, y contó con la presencia de varias personalidades como el expresidente Bill Clinton, su esposa Hillary, el alcalde Giuliani, entre otros. Sería trasladado al "Holy Sepulchre Cementery" en Totowa, Nueva Jersey en donde actualmente yace.
En el memorial del 11 de septiembre del world trade center su nombre se encuentra inscrito en la piscina sur, en la placa s-18 junto con otros bomberos. Parte de la calle 31 fue renombrada como "Father Mychal Judge Street", sumado a otra serie de homenajes a su memoria, entre ellos la Legión de Honor de forma póstuma. Otros homenajes han sido hechos a su memoria, como el bautizo de un ferry con su nombre, las instalaciones residenciales de la Universidad de Alvernia en Reading (Pensilvania), e incluso un monumento a su memoria en Irlanda.

### Debates sobre su canonización
Varias organizaciones han propuesto al vaticano sobre una posible canonización, a lo cual la arquidiócesis de Nueva York  y la tercera orden franciscana no han dado respuestas claras. Sin embargo, denominaciones cristianas que no están en comunión con Roma lo han canonizado, reconociendolo como santo y mártir mientras su tumba, en el Holy Sepulchre Cementery de Totowa se ha venido convirtiendo en una suerte de "santuario informal. Existe sin embargo una campaña activa para iniciar la postulación de la causa de beatificación (primer paso a la canonización formal) aunque la controversia sobre su sexualidad ha representado un serio obstáculo para presentar la postulación, aun cuando los postuladores han aducido que existen precedentes de santos y mártires abiertamente LGBT. Recientemente, en 2021, a 20 años de su muerte se ha iniciado una causa oficial, pero sin el respaldo oficial de la arquidiócesis de Nueva York, sino a partir de un postulador independiente, el padre Luis Fernando Escalante, encargado directamente en Roma de la causa

## Sexualidad
Después de su fallecimiento, se reveló la homosexualidad del padre Judge, causando hondo malestar entre varios sectores conservadores, en especial por su cercanía a la comunidad LGTB antes de su fallecimiento (y así mismo el intenso trabajo pastoral que tuvo). Se supo, además, que sostenía una relación sentimental con un celador filipino del hospital St Barnabas, sin embargo no se ahondan en muchos detalles y se desconoce si rompió sus votos de castidad.
Sus enfrentamientos con la curia por la discriminación de la población LGTB fueron notorios, por lo que muchos consideran al padre Judge un símbolo del Movimiento de liberación LGBT